# 彼得·恰普拉
彼得·恰普拉（羅馬尼亞語：Petre Ceapura，1942年7月12日—），罗马尼亚男子赛艇运动员。他曾代表罗马尼亚参加1968年、1972年和1980年夏季奥林匹克运动会赛艇比赛，其中1972年奥运会获得一枚铜牌。